# لیز مونک
لیز مونک (انگلیسی: Lise Munk؛ زادهٔ ۲۶ مهٔ ۱۹۸۹) بازیکن فوتبال اهل دانمارک است.
از باشگاه‌هایی که در آن بازی کرده‌است می‌توان به باشگاه فوتبال آینتراخت فرانکفورت (زنان)، باشگاه فوتبال کلن، و باشگاه فوتبال بروندبی اشاره کرد.
وی همچنین در تیم ملی فوتبال زنان دانمارک بازی کرده‌است.